# Matsushima Ryuta
Ryuta Matsushima (sinh ngày 12 tháng 11 năm 1980) là một cầu thủ bóng đá người Nhật Bản.

## Sự nghiệp câu lạc bộ
Ryuta Matsushima đã từng chơi cho Kashima Antlers.